# Турсуналиев, Эстебес
Эстебес Турсуналиев (кирг. Эстебес  Турсуналиев; 1931—2005) — советский, киргизский акын (поэт-импровизатор, певец, музыкант-инструменталист (исполнитель на комузе). Народный артист СССР (1988), Народный артист Казахстана (1994).

## Биография
Родился 5 мая 1931 года в селе Каинды (по другим источникам — в селе Кара-Арча) (ныне Манасского района Таласской области, Кыргызстан) в семье крестьянина-бедняка. Отец, Турсуналы, был хорошим комузистом, мать, Арпаян, — сказочницей, поминальщицей-кошокчу.
С 1939 по 1946 год учился в Аральской СШ, участвовал в художественной самодеятельности. В 1946 году народный акын—импровизатор Алымкул Усенбаев заметил способного мальчика и привёз его во Фрунзе (ныне Бишкек).
С 1947 года — артист Киргизской государственной филармонии им. Т. Сатылганова, стал учеником известных киргизских акынов—импровизаторов, токме и музыкантов — Алымкула Усенбаева, Карамолдо Орозова, Ибрая Туманова, Атая Огонбаева, Калыка Акиева, Исмаила Борончиева и др. Выступая вместе с ними, побывал во всех уголках Кыргызстана.
Был ведущим солистом филармонии, исполняющим фольклорные песни киргизского народа.
В 1976 году создал фольклорную группу «Эл шайырлары» («Народные импровизаторы»), с которой гастролировал в Индии, Бельгии, Швеции, Франции, Японии и др.
Вёл педагогическую работу в Кыргызской национальной консерватории, профессор.
Снимался в кино («Выстрел на перевале Караш», 1968).
Автор литературных сочинений. Печатался с 1950 года. Член Союза писателей Кыргызстана. Член Союза писателей СССР с 1967 года.
Депутат Жогорку Кенеша Кыргызской Республики первого созыва.
Турсуналиев Эстебес умер 11 октября 2005 года в Бишкеке. Похоронен на Ала-Арчинском кладбище.

### Семья
- Жена — Райгуль.
- Дети — Съездбек, Насыпбек, Эркинбек, Таалайбек, Толкуна, Нурдин, Айнура, Нурлан.

## Творчество
Создал множество разножанровых песенных произведений, популярных в Кыргызстане. В совершенстве владел исполнительским стилем «Терме», исполнение его было ярким и темпераментным. Неоднократно обращался и к большому эпосу, выступал с чтением некоторых эпизодов «Манаса».
Автор восьми книг. С 1952 года вместе с Т. Тыныбековым писал стихисостязания — айтыши, которые исполнялись под сопровождение комуза. Первый поэтический сборник «Акындын үнү» («Голос поэта») издан в 1960 году. Автор ряда сборников стихотворений и песен, айтышей, здравниц и др.

## Награды и звания
- Заслуженный артист Киргизской ССР (1964)
- Народный артист Киргизской ССР (1972)
- Народный артист СССР (1988)
- Народный артист Казахстана (1994)
- Государственная премия Киргизской ССР имени Токтогула Сатылганова (1974)
- Орден «Знак Почёта» (1958)
- Орден «Манас» I степени (2001)
- Медаль «За доблестный труд в Великой Отечественной войне 1941—1945 гг.»
- Медаль «За доблестный труд. В ознаменование 100-летия со дня рождения Владимира Ильича Ленина»
- Премия Международной ассоциации содействия возрождению духовности «Руханият» (1999)
- Почётные Грамоты Верховного Совета Киргизской ССР.